# أنا غابرييل
ماريا غوادالوب أروجو María Guadalupe Araújo Ana Gabriel؛(ولدت في 10 ديسمبر 1955)؛  والمعروفة باسم أنا غابرييل Ana Gabriel، مغنية وكاتبة أغاني مكسيكية من غواموشيلGuamuchil، سينالوا Sinaloa,، المكسيك. غنت لأول مرة على خشبة المسرح في سن السادسة، بأغنية "Regalo A Dios" لخوسيه ألفريدو خيمينيز José Alfredo Jiménez. . انتقلت إلى تيخوانا، باجا كاليفورنيا Tijuana, Baja California ودرست المحاسبة. في سن ال 21، في عام 1977، سجلت أول أغنية لها، بعنوان "Compréndeme". خلال حياتها المهنية الطويلة، تميزت في ثلاثة أنواع مختلفة من الموسيقى: روك إن إسبانول rock en español,، البوب اللاتينية Latin pop,، و رانشيراس rancheras.

اعتبارا من عام 2013، كانت غابرييل قد أصدرت 20 ألبوم استوديو، و ثلاثة ألبومات حية، وخمسة عشر ألبومات تجميع. وصلت ثلاثة ألبومات لغابرييل إلى الألبوم الأول في Billboard Latin Pop Albums.
وبلغت سبعة أغاني فردية رقم واحد في قائمة أغاني Billboard Hot Latin Songs ، بما في ذلك ""Ay Amor"," و "Es Demasiado Tarde"," و ""Quién Como Tú"".؛

وحصل عملها على العديد من الجوائز والأوسمة، بما في ذلك ترشيح جائزة جرامي، وأربع ترشيحات لجائزة غرامي اللاتينية، وثلاثة عشر جائزة
```
لو نيسترو Lo Nuestro Awards,، بالإضافة إلى جوائز من الجمعية الأمريكية للملحنين والمؤلفين والناشرين American Society of Composers, Authors and Publishers. في عام 2006، حصلت على جائزة التميز في جوائز لو نيسترو Lo Nuestro Awards.
```

## أعمالها
في عام 1987، حصلت آنا غابرييل على المركز الثالث في مهرجان أوتي في عام 1987، الذي احتفل به في لشبونة، البرتغال، حيث قامت بإصدار نسخة أوركسترا لأغنية البوب ""Ay Amor""، والتي تم إصدارها لاحقا كأغنية واحدة ؛ فقد صعدت إلى المراكز الأولى في المكسيك، و كل أمريكا الإيبيرية، و على " Billboard Hot Latin Tracks chart" لمدة 14 أسبوعا متتاليا.
في عام 1988 أصدرت غابرييل ألبومها الأول، Tierra de Nadie، يليه Pecado Original في عام 1989، الذي قوبل ببعض النجاح. ألبومها عام 1990 Quien Como Tú ادخاها بقوة داخل صناعة الموسيقى المكسيكية. وبعد ثمانية أشهر، عرضت ألبومها الحي "En Vivo"، ومع نجاحات لألبومات: "Hice Bien Quererte"؛و "Propuesta"و "Solamente una Vez".

### ألبومات استوديو Studio albums
- Un estilo (1985)
- Sagitario (1986)
- Pecado Original (1987)
- Tierra de nadie (1988)
- Quién como tú (1989)
- Mi México (1991)
- Silueta (1992)
- Luna (1993)
- Ayer y hoy (1994)
- Joyas de dos siglos (1995)
- Vivencias (1996)
- Con un mismo corazón (1997)
- Soy como soy (1999)
- Eternamente (2000)
- Huelo a soledad (2002)
- Dulce y salado (2003)
- Tradicional (2004)
- Dos amores, un amante (2006)
- Arpegios de amor (2007)
- Renacer... Homenaje a Lucha Villa (2009)
- Ana Gabriel Interpreta A Juan Gabriel... (2015)

### ألبومات مباشرة
- En Vivo (1990)
- ...En la Plaza de Toros México (1998)
- En Altos de Chavón: El Concierto (2013)

## مجموعات
- The Best (1992)
- Ayer y Hoy (1995)
- The Best: The Latin Stars Series (1998)
- 20th Anniversary (1999)
- 3 CD Box (1999)
- Una Voz Para tu Corazón - 30 Grandes Éxitos (2001)*Colección de Oro (2002)
- Personalidad: 20 Éxitos (2002)
- Historia de Una Reina (2005)
- Canciones de Amor (2006)
- La Reina Canta a México (2006)
- Best of Ana Gabriel (2006)
- Con Sentimiento (2006)
- Los Gabriel… Simplemente Amigos (2007)
- Los Gabriel: Cantan a México (2008)
- Mis Favoritas (2010)
- Mi Regalo, Mis Número 1... (2015)
- Personalidad (2nd. Edition) (2016)

## الجوائز
جوائز Lo Nuestro Awards
| السنة | العمل                               | الجائزة                             |
| ----- | ----------------------------------- | ----------------------------------- |
| 1990  | Pop Album of the Year               | Tierra de Nadie؛                    |
| 1990  | Quién Como Tú؛                      | Best Pop Female Artist              |
| 1990  | Pop Album of the Year               | Quién Como Tú                       |
| 1990  | Herself                             | ؛Best Pop Female Artis              |
| 1991  | "Es Demasiado Tarde"                | ؛ Pop Song of the Year              |
| 1992  | "Cosas del Amor" (with Vikki Carr)؛ | Pop Song of the Year                |
| 1992  | Mi México؛                          | Regional/Mexican Album of the Year  |
| 1992  | Herself                             | ؛ Best Pop Female Artist            |
| 1992  | Herself؛                            | Best Regional/Mexican Female Artist |
| 1993  | Herself؛                            | Best Regional/Mexican Female Artist |
| 1999  | Herself؛                            | Best Regional/Mexican Female Artist |
| 2000  | Herself؛                            | Best Regional/Mexican Female Artist |
| 2006  | Herself؛                            | Excellence Award                    |

## وصلات خارجية
- أنا غابرييل على موقع IMDb (الإنجليزية)
- أنا غابرييل على موقع ميوزك برينز (الإنجليزية)
- أنا غابرييل على موقع أول ميوزيك (الإنجليزية)
- أنا غابرييل على موقع ديسكوغز (الإنجليزية)
- أنا غابرييل على موقع قاعدة بيانات الفيلم (الإنجليزية)